# Рогозівська сільська рада
| Рогозівська сільська рада — орган місцевого самоврядування у Бориспільському районі Київської області з адміністративним центром у с. Рогозів. Історична дата утворення: в 1943 році. Сільській раді підпорядковані населені пункти: - с. Рогозів - с. Кириївщина |

## Склад ради
Рада складається з 14 депутатів та голови.

### Керівний склад ради
| ПІБ                       | Основні відомості                                                 | Дата обрання | Дата звільнення |
| ------------------------- | ----------------------------------------------------------------- | ------------ | --------------- |
| Фесенко Василь Григорович | Сільський голова, 1959 року народження, освіта, безпартійний      | 26.03.2006   | 31.10.2010      |
| Лисак Микола Миколайович  | Сільський голова, 1963 року народження, освіта вища, безпартійний | 31.10.2010   | 25.10.2015      |
| Овсієнко Іван Петрович    | Сільський голова, 1951 року народження, освіта вища безпартійний  | 25.10.2015   |                 |

Примітка: таблиця складена за даними джерела